# هيرجوايخويلا
بلدية هيرجوايخويلا (بالإسبانية: Herguijuela)‏، هي بلدية تقع في مقاطعة قصرش والتي تقع في منطقة إكستريمادورا، غرب إسبانيا.
يبلغ عدد سكانها 427 نسمة وفقاً لإحصائية سنة (2002).